# Yvonne Reynders
Yvonne Reynders (Schaarbeek, 4 augustus 1937) is een Belgisch voormalig wielrenster. Ze werd zevenmaal wereldkampioen, waarvan vier keer op de weg en drie keer op de baan.

## Levensloop
Yvonne Reynders ging in haar jeugd door het leven als Yvonne Van de Vyver. Pas na haar jeugd kreeg ze te horen dat haar vader, Maurice Van de Vyver, op het moment van haar geboorte nog getrouwd was met een andere vrouw en Yvonne op papier de naam kreeg van haar moeder: Reynders. Vanaf toen wilde ze enkel nog Reynders genoemd worden.

### Van atletiek naar wereldtitel
Als tiener deed Reynders aan atletiek. Ze werd in 1955 en 1956 Belgisch kampioene discuswerpen. Fietsen deed ze toen ook al: ze verkocht zakken kolen die ze met een bakfiets naar de klanten bracht. In 1956 werd na 25 jaar weer een dameskoers georganiseerd. Reynders kreeg van een buurtgenoot een koersfiets zonder versnellingen, waarop ze de wedstrijd met ruime voorsprong won. In dat jaar won ze tien van de veertien koersen. Dit waren zogenaamde wilde koersen omdat ze niet onder een wielerbond vielen. Yvonne's vader Maurice Van de Vyver richtte daarom in juli 1958 de Belgische Dames Wielerbond (B.D.W.B.) op. Deze werd reeds in februari 1960 opgeheven en opgenomen in de Belgische Wielerbond (B.W.B.). Ook de UCI kon niet langer om de vrouwen heen en organiseerde vanaf 1958 een wereldkampioenschap voor vrouwen. Dit vond plaats op 30 augustus 1958 op het autocircuit van Reims. Reynders werd 20e (van de 29) op ruim zes minuten van winnares Elsy Jacobs. Een jaar later vond het WK plaats in Zandvoort, maar de organisatie wilde geen vrouwenwedstrijd organiseren. De gemeente Rotheux-Rimière ten zuiden van Luik nam de organisatie op zich. De wedstrijd werd twee weken voor de mannenwedstrijd verreden, op een ronde van vier kilometer die 18 keer afgelegd werd. De Luxemburgse titelverdedigster raakte in de voorlaatste ronde opgehouden door een val. Ze wist nog aan te sluiten bij de eerste groep, maar werd in de sprint 15e. Vooraan waren het de Britten en Sovjets die de sprint aantrokken, maar zij werden in de laatste binnenbocht voorbij gestoken door Reynders, die zo in eigen land de eerste regenboogtrui voor België wist te veroveren.

### De WK-dubbel
Op het WK in 1960 op de Sachsenring in Oost-Duitsland werd Reynders zevende. Haar landgenote Rosa Sels won de sprint van het peloton, bijna vier minuten achter de Britse Beryl Burton die solo won. Ook in 1961 werd het wereldkampioenschap voor vrouwen apart gehouden van de mannen: de mannen reden in het Zwitserse Bern en de vrouwen op het eiland Man (what's in a name?). In die jaren was het gebruikelijk om vlak voor of na het WK op de weg ook het WK achtervolging op de baan te betwisten. Op 8 augustus was Reynders in Douglas met een tiende van een seconde de beste in de achtervolging en twee dagen later won ze ook de wegwedstrijd. In beide gevallen onttroonde ze Beryl Burton, die het jaar voordien de 'dubbel' won. Een jaar later werd Reynders op beide onderdelen tweede. In het achtervolgen was het deze keer Burton die de snelste was. Tijdens het WK op de weg in het Italiaanse Salò lette de concurrentie vooral op Reynders, waardoor haar landgenote Marie-Rose Gaillard solo voorop kon blijven. Reynders won vervolgens de sprint van het peloton en op plek drie eindigde Marie-Thérèse Naessens; een volledig Belgisch podium.

### Wereldkampioen in eigen land
Het wereldkampioenschap 1963 vond plaats in België. De achtervolging werd verreden op de baan in Rocourt; Burton was wederom sneller dan Reynders. De wegwedstrijd in Ronse werd enkele dagen later wel gewonnen door Reynders, met op de tweede plaats haar landgenote Sels. Een jaar later werd het wereldkampioenschap verreden in Frankrijk. In de wegwedstrijd in Sallanches in de Franse Alpen viel Reynders net buiten de top tien. Het werd een een-tweetje voor de Sovjetvrouwen; Sels en Gaillard werden derde en vierde. Enkele dagen later op de baan in Parijs wist Reynders Burton te verslaan. Het WK van 1965 in San Sebastian werd gewonnen door de Oost-Duitse Elisabeth Eichholz; Reynders werd tweede in de massasprint. Tijdens het WK op de baan won Reynders haar derde regenboogtrui op het onderdeel achtervolgen. Het wereldkampioenschap 1966 werd verreden op de Nürburgring. In de sprint wist Reynders de net 17-jarige Keetie Hage te verslaan. Het was haar vierde regenboogtrui op de weg, de zevende in totaal en het zou tevens haar laatste wereldtitel blijven. Een week later op de baan in Frankfurt was Burton wederom te sterk in de achtervolging: Reynders won voor de derde keer zilver op de baan, haar vijfde zilveren medaille in totaal.

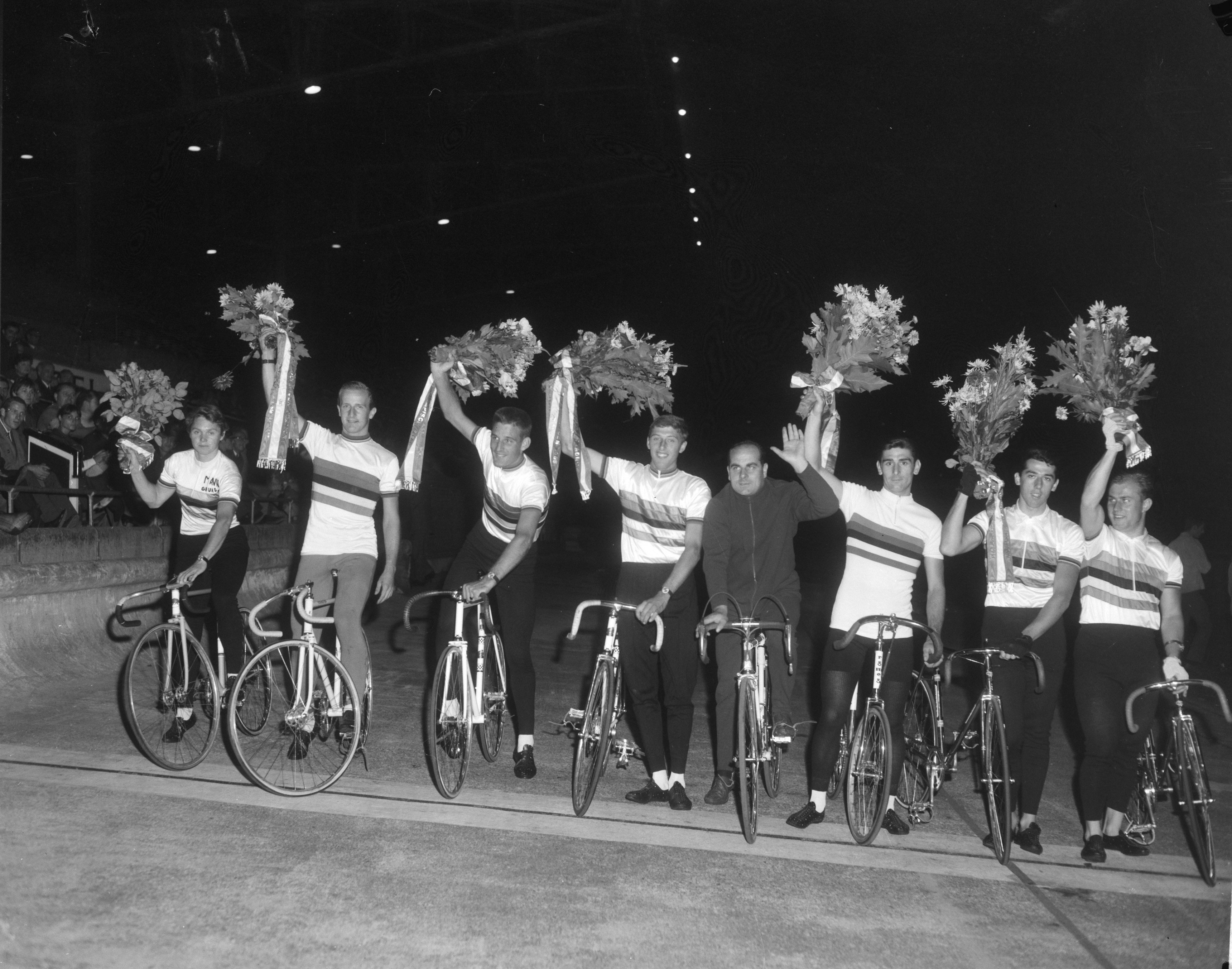
Reynders (links) in de regenboogtrui op de piste in Amsterdam in 1966.

### Doping? Einde carrière?
In 1967 vonden de wereldkampioenschappen plaats in Nederland. Tijdens het WK op de baan in Amsterdam werd Reynders verslagen door Burton in de strijd om het brons. Vlak voor het WK op de weg in het Nederlands-Limburgse Heerlen werd bij een dopingcontrole efedrine gevonden in haar urine. Reynders ontkende en beweerde dat het een complot van de Nederlanders was, omdat meerdere Belgen positief testten, zoals de amateur Alex Boeye. Ze mocht niet aan de start verschijnen en hing vervolgens haar fiets aan de wilgen.

### Rentree
Acht jaar later maakte ze haar rentree in het peloton. In 1975 werd ze zesde tijdens het Belgisch kampioenschap, maar werd vanwege haar hoge leeftijd (38 jaar) niet geselecteerd voor het WK. Een jaar later werd ze Belgisch kampioene en men kon niet om haar heen. In het Italiaanse Ostuni won ze brons in de sprint en moest alleen Keetie van Oosten-Hage en Luigina Bissoli voor zich laten.

## Palmares
Reynders werd in haar carrière viermaal wereldkampioen wielrennen op de weg bij de vrouwen. Dit deed ze in 1959, 1961, 1963 en 1966. Daarnaast stond ze nog driemaal op het podium; 1962 en 1965 (beide zilver) en 1976 (brons). Ze was jarenlang recordhoudster van het aantal wereldtitels bij de vrouwen, tot de Franse Jeannie Longo haar vijfde titel behaalde in 1995. Reynders was ook actief op de baan. Ze werd in 1961, 1964 en 1965 wereldkampioen achtervolging op de baan en behaalde driemaal zilver. Daarnaast werd ze tienmaal Belgisch kampioene: driemaal op de weg, zesmaal in de achtervolging en in 1966 won ze de nationale titel in de sprint op de baan. In totaal stond ze 22 keer op het podium.
| Wedstrijd        | '59    | '60    | '61    | '62    | '63  | '64    | '65  | '66  | '67    | '68-'75 | '76   | '77    |
| ---------------- | ------ | ------ | ------ | ------ | ---- | ------ | ---- | ---- | ------ | ------- | ----- | ------ |
| BK op de weg     |        | Zilver | Zilver | Goud   | Goud |        |      |      |        |         | Goud  | Brons  |
| BK achtervolging | Goud   | Zilver | Goud   | Zilver | Goud | Zilver | Goud | Goud | Goud   |         | Brons | Zilver |
| BK sprint        | Zilver | Brons  | Zilver |        |      |        |      | Goud | Zilver |         |       |        |
| WK op de weg     | ↑      | 7e     | ↑      | ↑      | ↑    | 11e    | ↑    | ↑    |        |         | ↑     |        |
| WK achtervolging |        |        | ↑      | ↑      | ↑    | ↑      | ↑    | ↑    | 4e     |         |       |        |

## Eerbewijzen
In 2019 werd Reynders samen met Eddy Merckx vereeuwigd in een muurschildering op het Instituut voor Kunsten en Ambachten aan de slachthuislaan in Brussel.
Sinds 2022 wordt in Noorderwijk de GP Yvonne Reynders verreden.

### Nominaties
In december 2000 eindigde Reynders zevende in de verkiezing van Belgisch sportvrouw van de eeuw.
In 2005 was zij ook een van de kansmakers op de titel De Grootste Belg, maar haalde de uiteindelijke nominatielijst niet en strandde op nr. 553 van diegenen die net buiten de nominatielijst vielen.